# The Big Medley
"The Big Medley" je peta i posljednja pjesma s EP izdanja A Change of Seasons (izdan 1995. godine) američkog progresivnog metal sastava Dream Theater. Zapravo je riječ o suiti sastavljenoj od šest skladbi raznih rock sastava. Skladbe nisu izvođene u cijelosti, već samo pojedini dijelovi.
| Br. | Skladba                                | Tekstopisac     | Skladatelj                           | Trajanje |
| --- | -------------------------------------- | --------------- | ------------------------------------ | -------- |
| 1.  | »In the Flesh?« (Pink Floyd)           | Roger Waters    | Waters                               | 2:25     |
| 2.  | »Carry on Wayward Son« (Kansas)        | Kerry Livgren   | Livgren                              | 2:10     |
| 3.  | »Bohemian Rhapsody« (Queen)            | Freddie Mercury | Mercury                              | 1:25     |
| 4.  | »Lovin', Touchin', Squeezin« (Journey) | Steve Perry     | Perry                                | 2:07     |
| 5.  | »Cruise Control« (Dixie Dregs)         | (instrumental)  | Steve Morse                          | 1:03     |
| 6.  | »Turn it on Again« (Genesis)           | Mike Rutherford | Rutherford, Tony Banks, Phil Collins | 1:23     |

## Izvođači
- James LaBrie – vokali
- John Petrucci – gitara
- John Myung – bas-gitara
- Mike Portnoy – bubnjevi
- Derek Sherinian – klavijature

## Vanjske poveznice
stranice sastava Dream Theater[neaktivna poveznica]